# Strambinello
Strambinello là một đô thị ở tỉnh Torino trong vùng Piedmont, có vị trí cách khoảng 40 km về phía bắc của Torino. Tại thời điểm ngày 31 tháng 12 năm 2004, đô thị này có dân số 263 người và diện tích là 2.1 km².
Strambinello giáp các đô thị: Vistrorio, Quagliuzzo, Baldissero Canavese, và Torre Canavese.